# Neoditrema ransonnetii
Neoditrema ransonnetii és una espècie de peix pertanyent a la família dels embiotòcids i l'única del gènere Neoditrema.

## Descripció
- Pot arribar a fer 13 cm de llargària màxima.[6][7]

## Hàbitat
És un peix marí, demersal i de clima subtropical.

## Distribució geogràfica
Es troba al Pacífic nord-occidental: el Japó i Corea del Sud.

## Observacions
És inofensiu per als humans.